# De S van pion
De S van pion is het 89ste stripverhaal van De Kiekeboes. De reeks wordt getekend door striptekenaar Merho. Het album verscheen in mei 2001.

## Verhaal
Nonkel Vital komt niet opdagen voor een feestje dat de familie Kiekeboe ter ere van hem organiseren. Vanuit een vreemde en voor hem onbekende ruimte weet hij naar hen te telefoneren, met de verwarde mededeling dat er een oorlog in het land Pettôh op komst is. Voor hij precies kan zeggen waar hij zit, wordt de verbinding verbroken. De enige en laatste aanwijzing die hij kon geven over zijn verblijfplaats is De toren van mijn schaakspel. De Kiekeboes beginnen aan een zeer bijzondere zoektocht naar de plaats waar nonkel Vital zit. Ze raken verstrikt in een uiterst gevaarlijk complot tussen wapenhandel, mediaberichtgeving, oorlogvoering en reclame, waarvan de familie Kiekeboe zelf het slachtoffer dreigt te worden...